# Râul Valea Mare, Bratia
Râul Valea Mare este un curs de apă, afluent al râului Bratia. 